# Флаг Организации тюркских государств
Флаг Организации тюркских государств представляет собой голубое полотнище, включающее белую восьмиконечную сельджукскую звезду, солнечные лучи и голубой полумесяц с восьмиконечной звездой в белом круге.

## История
Флаг организации был принят на втором саммите, проходившем в августе 2012 года в Бишкеке, столице Кыргызстана, и официально поднят 12 декабря того же года. Флаг сочетал в себе элементы из флагов тюркских государств: белые лучи, голубой полумесяц и восьмиконечную звезду.
В ноябре 2024 года во время саммита в Бишкеке был принят новый флаг. Новый флаг дополнила восьмиконечная сельджукская звезда, представленная как символ Туркменистана, и новые прямые солнечные лучи в связи с обновлением кыргызского флага. В свою очередь, полумесяц символизирует Турцию, восьмиконечная звезда — Азербайджан, а голубой цвет — Казахстан.